# Nikki Hamblin

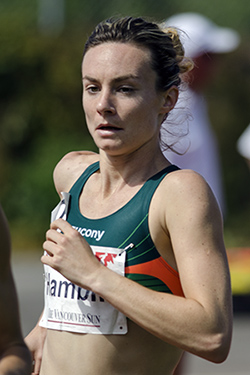
Nikki Hamblin, 2013

Nikki Hamblin (* 20. Mai 1988) ist eine neuseeländische Mittelstreckenläuferin.
Bei den Weltmeisterschaften 2009 in Berlin schied sie über 800 Meter im Vorlauf aus und erreichte über 1500 Meter das Halbfinale.
2010 wurde sie beim Continental-Cup in Split Siebte über 800 Meter und Fünfte über 1500 Meter. Bei den Commonwealth Games in Neu-Delhi gewann sie über beide Distanzen Silber. 2011 scheiterte sie bei den Weltmeisterschaften in Daegu über 800 und 1500 Meter jeweils im Vorlauf.
Bei den Commonwealth Games 2014 in Glasgow wurde sie Siebte über 800 Meter und Fünfte über 1500 Meter. 2015 kam sie bei den Weltmeisterschaften in Peking über 1500 Meter nicht über die erste Runde hinaus.
Hamblin nahm an den Olympischen Spielen in Rio teil. Im Vorlauf zum 5000-Meter-Finale der Frauen stürzte sie und konnte daher keine aussichtsreiche Zeit mehr laufen. Da sie sich jedoch, anstatt den Lauf fortzusetzen, um Mitläuferin Abbey D’Agostino, die sie bei ihrem Sturz mitgerissen hatte, gekümmert hat, erteilte der internationale Leichtathletikverband beiden eine Wildcard für das Finale. Sie hätten wahren olympischen Geist verkörpert.

## Persönliche Bestzeiten
- 800 m: 1:59,66 min, 4. September 2010, Split
- 1500 m: 4:04,82 min, 22. Juli 2011, Barcelona
- 3000 m: 8:51,48 min, 14. Juni 2014, New York City
- 5000 m: 15:18,02 min, 2. Mai 2015, Palo Alto